# The Lady Is a Tramp
The Lady Is a Tramp é um show tune do musical Babes in Arms (1937). Uma das versões mais conhecidas da canção é a do cantor americano Frank Sinatra, cantada no filme O Querido Joey, de 1957. Mais tarde, em 2011, Tony Bennett e Lady Gaga gravaram uma versão da canção, reavivando-a. O cantor brasileiro Daniel Boaventura também gravou a música, publicando-a em 2014 em seu álbum One More Kiss.

## Versão de  Tony Bennett com Lady Gaga
Em 2011, Tony Bennett e Lady Gaga gravaram uma versão dessa música para o álbum de Bennett, Duets II e também filmaram um vídeo musical.
Tony Bennett e Lady Gaga gravou uma versão desta canção para seu álbum Duets II (2011). Bennett elogiou o desempenho de Gaga na música, dizendo que ela é uma verdadeira "senhora jazz". Eles tocaram a música ao vivo em "Ação de Graças" da "ABC" especial dedicada, escrito, dirigido, produzido e apresentado por Gaga intitulado "A Very Gaga Thanksgiving". Eles foram o número de abertura, cantando ao lado de um velho piano em um casual sala obscura. Gaga fez o papel de um "tramp" com classe e estilo Bennett disse, "eu ver em Lady Gaga um toque de gênio teatral, ela é muito criativa e muito produtiva, acho que com o tempo ela pode ser Picasso da América. I acho que ela vai se tornar tão grande como Elvis Presley." A canção, embora não oficialmente lançado tem que entrar no Japão Hot 100, onde ele conseguiu entrar no top 40 e também entrou no top 200 de extensão para o UK Singles Chart.
Seguindo o único, Bennett desenhou um esboço de Gaga nua para a edição de janeiro de 2012 da revista Vanity Fair, que foi depois leiloada por US $ 30.000. O dinheiro arrecadado foi para a caridade, apoio à exploração das Artes (ETA) e Born This Way Foundation.
A canção, bem como o vídeo recebido elogios da crítica para os vocais de ambos Bennett e Gaga, bem como para a simplicidade do vídeo, que parte dos esforços habituais de Gaga. A canção recebeu elogios de ambos E! e MTV. Outros críticos expressaram esperança de que Gaga seria liberar a sua própria música jazz após esse esforço bem sucedido.
A canção também foi adicionado ao Cheek to Cheek: HSN Luxo faixas bônus álbum dueto entre Lady Gaga e Tony Bennett lançado em setembro de 2014.

## Videoclipe
A dupla filmaram um videoclipe para a pista. O vídeo mostra Bennett e Gaga cantando "The Lady Is a Tramp" juntos em um estúdio em frente da música atual. O vídeo, como conteúdo lírico da canção, recebeu recepção crítica muito positiva.

### Posições
| País  | Tabelas musicais (2011) | Melhor posição |
| ----- | ----------------------- | -------------- |
| Japão | Japan Hot 100           | 33             |

## Versão de  Daniel Boaventura
The Lady is a Tramp é o single promocional do cantor brasileiro Daniel Boaventura do CD-DVD e Blu-ray ao vivo "Your Song (ao vivo)". Depois do sucesso da versão de  Tony Bennett e Lady Gaga, Daniel disponibilizou um videoclipe promocional cover, ao vivo, da canção "The Lady Is a Tramp", em 15 de maio de 2015 em sua conta no YouTube/VEVO, antes do lançamento do segundo single oficial. The Lady is a Tramp é também  a faixa #1 do terceiro álbum de estúdio do cantor, intitulado One More Kiss, lançado em 15 de abril de 2014.